# Mariebergs ammunitionsfabrik

Mariebergs ammunitionsfabrik (kort: AMF Marieberg) var en statlig fabrik för tillverkning av militär ammunition i Marieberg på Kungsholmen i Stockholm. Den var i drift i olika former från 1826 till 1950.

## Rötter inom artilleriet
Ammunitionstillverkningen vid Mariebergs strand inleddes våren 1826, då chefen vid det där belägna Högre artilleriläroverket fick i uppdrag att avdela byggnader för tillverkning av militära raketer och annan artilleriammunition. 
Tillverkningen var ursprungligen underställd Svea artilleriregemente, som avdelat en särskild enhet för ändamålet. 1833 spjälkades denna enhet av för att bilda Kungliga raketkåren, vilken 1846 ombildades till Kungliga fyrverkarkåren, alltjämt med ansvar för ammunitionstillverkningen vid Mariebergs strand.

## Militärindustrin
Som en följd av reformer i militärväsendet kom Fyrverkarkåren att avvecklas efter 1876, varvid Arméförvaltningens tygdepartement, föregångaren till dagens FMV, tog över ammunitionstillverkningen. Fyrverkarkårens sista befälhavare, major Knut Henrik Posse, fick uppdraget att avveckla kåren och överföra dess återstående resurser och personal till fabriken.  Posse kom också att fungera som fabrikens styresman till sin död 1883.
Tygdepartementet uppgick 1943 i den nya myndigheten Försvarets fabriksverk (FFV), vilken då också övertog ansvaret för ammunitionstillverkningen i Marieberg. Under året arbetade 836 personer på Mariebergsfabriken (varav 559 kvinnor), vilket innebar att den var FFV:s näst största enhet med 25 procent av myndighetens totala personalstyrka.

## Nedläggningen
Redan vid uppgången i FFV fanns emellertid planer på att flytta ammunitionstillverkningen i Marieberg till Värmland, där man börjat konstruera Zakrisdalsverken utanför Karlstad. Detta skedde av både säkerhets- och strategiska skäl, samt för att skapa utrymme för bostäder i området. Mariebergs ammunitionsfabrik avvecklades stegvis och övergick efter andra världskriget även till civil tillverkning.
Verksamheten upphörde till sist i juli 1950, efter 124 år i drift, då de sista resterna av ammunitionsfabriken inledde flytten till Värmland.
Det före detta fabriksområdet övertogs delvis av annan militär verksamhet, nämligen utbildningen av signalister. 1958 flyttade till sist Signalskolan i Marieberg till Uppsala, varefter området uppläts för civilt byggande. På platsen ligger idag bland annat ryska ambassaden, Riksarkivet och DN-skrapan. Bland gatorna i området märks Fyrverkarbacken, med namn efter den artillerikår som drev fabriken.